# Municipio de Reynolds (Illinois)
El municipio de Reynolds (en inglés: Reynolds Township) es un municipio ubicado en el condado de Lee en el estado estadounidense de Illinois. En el año 2010 tenía una población de 297 habitantes y una densidad poblacional de 3,23 personas por km².

## Geografía
El municipio de Reynolds se encuentra ubicado en las coordenadas 41°50′22″N 89°6′27″O / 41.83944, -89.10750. Según la Oficina del Censo de los Estados Unidos, el municipio tiene una superficie total de 91.91 km², de la cual 91,82 km² corresponden a tierra firme y (0,09 %) 0,08 km² es agua.

## Demografía
Según el censo de 2010, había 297 personas residiendo en el municipio de Reynolds. La densidad de población era de 3,23 hab./km². De los 297 habitantes, el municipio de Reynolds estaba compuesto por el 96,63 % blancos, el 0,67 % eran de otras razas y el 2,69 % eran de una mezcla de razas. Del total de la población el 1,68 % eran hispanos o latinos de cualquier raza.